# Тегенье Безабех
Тегенье Безабех (англ. Tegegne Bezabeh; род. 9 сентября 1941, Эфиопия) — эфиопский легкоатлет, выступавший в беге на короткие и средние дистанции. Участник летних Олимпийских игр 1964, 1968 и 1972 годов.

## Биография
Тегенье Безабех родился 9 сентября 1941 года в Эфиопии.
В 1964 году вошёл в состав сборной Эфиопии на летних Олимпийских играх в Токио. В беге на 200 метров занял в 1/8 финала 6-е место, показав результат 22,03 секунды и уступив 0,9 секунды попавшему в четвертьфинал с 4-го места Франсу Лютьесу из Нидерландов. В беге на 400 метров выбыл в полуфинале, где занял 7-е место с результатом 47,1, уступив 0,6 секунды попавшему в финал с 4-го места Питеру Васселле из Австралии.
В 1968 году вошёл в состав сборной Эфиопии на летних Олимпийских играх в Мехико. В беге на 400 метров занял 6-е место, показав результат 45,42 и уступив 1,56 секунды завоевавшему золото Ли Эвансу из США.
В 1972 году вошёл в состав сборной Эфиопии на летних Олимпийских играх в Мюнхене. В беге на 400 метров выбыл в полуфинале, финишировав с результатом 45,98 и уступив 0,51 секунды попавшему в финал с 4-го места Чарльзу Асати из Кении. В эстафете 4х400 метров сборная Эфиопии, за которую также выступали Шоангизеу Ворку, Кетема Бенти и Мулугетта Тадессе, заняла в полуфинале 4-е место с результатом 3 минуты 8,59 секунды, уступив 5,11 секунды попавшей в финал со 2-го места команде Тринидада и Тобаго.

## Личные рекорды
- Бег на 200 метров — 22,03 (16 октября 1964, Токио)[7]
- Бег на 400 метров — 45,42 (18 октября 1968, Мехико)[7]